# Handwalla Bwana
Handwalla Bwana (Mombasa, 25 giugno 1997) è un calciatore somalo, attaccante del S.G. Tormenta.

## Caratteristiche tecniche
È un'ala sinistra.

## Carriera
Nato a Mombasa, si è trasferito all'età di 6 anni negli Stati Uniti.
Nel 2015 entra a far parte del settore giovanile del Seattle Sounders, con cui debutta in MLS il 4 marzo 2018 in occasione dell'incontro perso 1-0 contro il Los Angeles FC.

## Statistiche
Statistiche aggiornate al 10 settembre 2020.

### Presenze e reti nei club
| Stagione        | Squadra          | Campionato      | Campionato | Campionato | Coppe nazionali | Coppe nazionali | Coppe nazionali | Coppe continentali | Coppe continentali | Coppe continentali | Altre coppe | Altre coppe | Altre coppe | Totale | Totale | Totale |
| Stagione        | Squadra          | Comp            | Pres       | Reti       | Comp            | Pres            | Reti            | Comp               | Pres               | Reti               | Comp        | Pres        | Reti        | Pres   | Reti   |        |
| --------------- | ---------------- | --------------- | ---------- | ---------- | --------------- | --------------- | --------------- | ------------------ | ------------------ | ------------------ | ----------- | ----------- | ----------- | ------ | ------ | ------ |
| 2018            | Seattle Sounders | MLS             | 12+1       | 2          | USCup           | 0               | 0               | CCC                | 1                  | 0                  |             | -           | -           | 14     | 2      |        |
| 2019            | Seattle Sounders | MLS             | 15         | 1          | USCup           | 1               | 0               |                    | -                  | -                  |             | -           | -           | 16     | 1      |        |
| 2020            | Seattle Sounders | MLS             | 5          | 1          | USCup           | 0               | 0               | CCC                | 0                  | 0                  | MLSIB       | 1           | 0           | 6      | 1      |        |
| Totale carriera | Totale carriera  | Totale carriera | 32+1       | 4          |                 | 1               | 0               |                    | 1                  | 0                  |             | 1           | 0           | 36     | 4      |        |

## Palmarès

### Club

#### Competizioni nazionali
- Campionato MLS: 1

Seattle Sounders: 2019